# USS Babbitt (DD-128)
USS Babbitt (DD–128) là một tàu khu trục thuộc lớp Wickes của Hải quân Hoa Kỳ trong giai đoạn Chiến tranh Thế giới thứ nhất và đã tham gia hoạt động trong cả Chiến tranh Thế giới thứ hai; sau được xếp lại lớp với ký hiệu lườn AG-102. Nó là chiếc tàu chiến duy nhất của Hải quân Hoa Kỳ được đặt tên theo Fitz Babbitt (1785-1815), một sĩ quan hải quân từng phục vụ trong cuộc Chiến tranh 1812.

## Thiết kế và chế tạo
Babbitt được đặt lườn vào ngày 19 tháng 2 năm 1918 tại xưởng tàu của hãng New York Shipbuilding Corporation ở Camden, New Jersey. Nó được hạ thủy vào ngày 30 tháng 9 năm 1918, được đỡ đầu bởi cô Lucile Burlin, và được đưa ra hoạt động vào ngày 24 tháng 10 năm 1919 dưới quyền chỉ huy của Hạm trưởng, Trung tá Hải quân W. W. Eberle.

## Lịch sử hoạt động
Trình diện để hoạt động cùng Hạm đội Thái Bình Dương, Babbitt tham gia các hoạt động thực tập và cơ động cho đến khi được cho xuất biên chế tại San Diego vào ngày 15 tháng 6 năm 1922.
Khi được cho nhập biên chế trở lại vào ngày 4 tháng 4 năm 1930, Babbitt vẫn tiếp tục phục vụ cùng Hạm đội Thái Bình Dương dọc theo vùng bờ Tây cho đến tháng 2 năm 1931, khi nó được chuyển sang khu vực Đại Tây Dương. Từ tháng 2 năm 1931 đến tháng 5 năm 1932, nó hoạt động cùng Hải đội Khu trục thuộc Lực lượng Tuần tiễu dọc theo vùng bờ Đông, Tây Ấn, vịnh Mexico và vùng kênh đào Panama. Từ tháng 5 năm 1932 đến tháng 4 năm 1933, nó phục vụ tại Căn cứ Ngư lôi Hải quân Newport, và thực hiện một chuyến đi đến Chile để thực hành cùng các kiểu ngư lôi thử nghiệm. Babbitt được đưa về Hải đội Dự bị Luân phiên 19 tại Norfork từ ngày 25 tháng 5 đến ngày 20 tháng 10 năm 1933, rồi quay trở lại chế độ biên chế cắt giảm cho đến tháng 1 năm 1935. Đang khi trong tình trạng này, nó hoạt động cùng Hải đội Huấn luyện thuộc Lực lượng Tuần tiễu, làm nhiệm vụ huấn luyện quân nhân dự bị.
Trong một giai đoạn ngắn từ tháng 1 đến tháng 5 năm 1935, nó lại được đưa về Hải đội Dự bị Luân phiên 19. Được biên chế đầy đủ trở lại vào ngày 15 tháng 5 năm 1935, Babbitt phục vụ các chuyến đi huấn luyện học viên sĩ quan dọc bờ biển; và trong hai năm, cùng Hải đội Đặc vụ tại khu vực Cuba-Puerto Rico. Vào tháng 4 năm 1939, nó tham gia lễ khai mạc của Hội chợ Quốc tế New York; và sau đó nó được điều về Hải đội Khu trục 27 thuộc Lực lượng Tuần tra, thực hiện nhiệm vụ Tuần tra Trung lập và hộ tống các đoàn tàu vận tải dọc theo bờ biển Đại Tây Dương và biển Caribe.
Sau khi Chiến tranh Thế giới thứ hai bùng nổ, Babbitt hoạt động như tàu hộ tống các đoàn tàu vận tải tại vùng biển ngoài khơi Iceland, dọc theo bờ Đông và vùng vịnh Mexico của Hoa Kỳ, và tại vùng biển Caribe. Từ ngày 10 tháng 3 năm 1943 đến ngày 21 tháng 3 năm 1944, nó còn hoàn tất năm chuyến đi hộ tống vượt Đại Tây Dương: một chuyến đến Anh Quốc và bốn chuyến đến Bắc Phi.
Vào ngày 2 tháng 2 năm 1945, Babbitt trình diện để hoạt động cùng Phòng thí nghiệm Thủy âm, New London, Connecticut, cho các công việc thử nghiệm kỹ thuật sonar. Đến ngày 10 tháng 6 năm 1945, nó được xếp lại lớp với ký hiệu lườn AG-102. Nó tiếp tục làm nhiệm vụ thử nghiệm cho đến tháng 12 năm 1945, khi nó đi vào Xưởng hải quân New York để chuẩn bị ngừng hoạt động. Babbitt được cho xuất biên chế vào ngày 25 tháng 1 năm 1946 và bị bán để tháo dỡ vào ngày 5 tháng 6 năm 1946.

## Phần thưởng
Babbitt được tặng thưởng một Ngôi sao Chiến trận do thành tích phục vụ trong Thế Chiến II. for the escort of Convoy SC-121